# Glasgow Stock Exchange

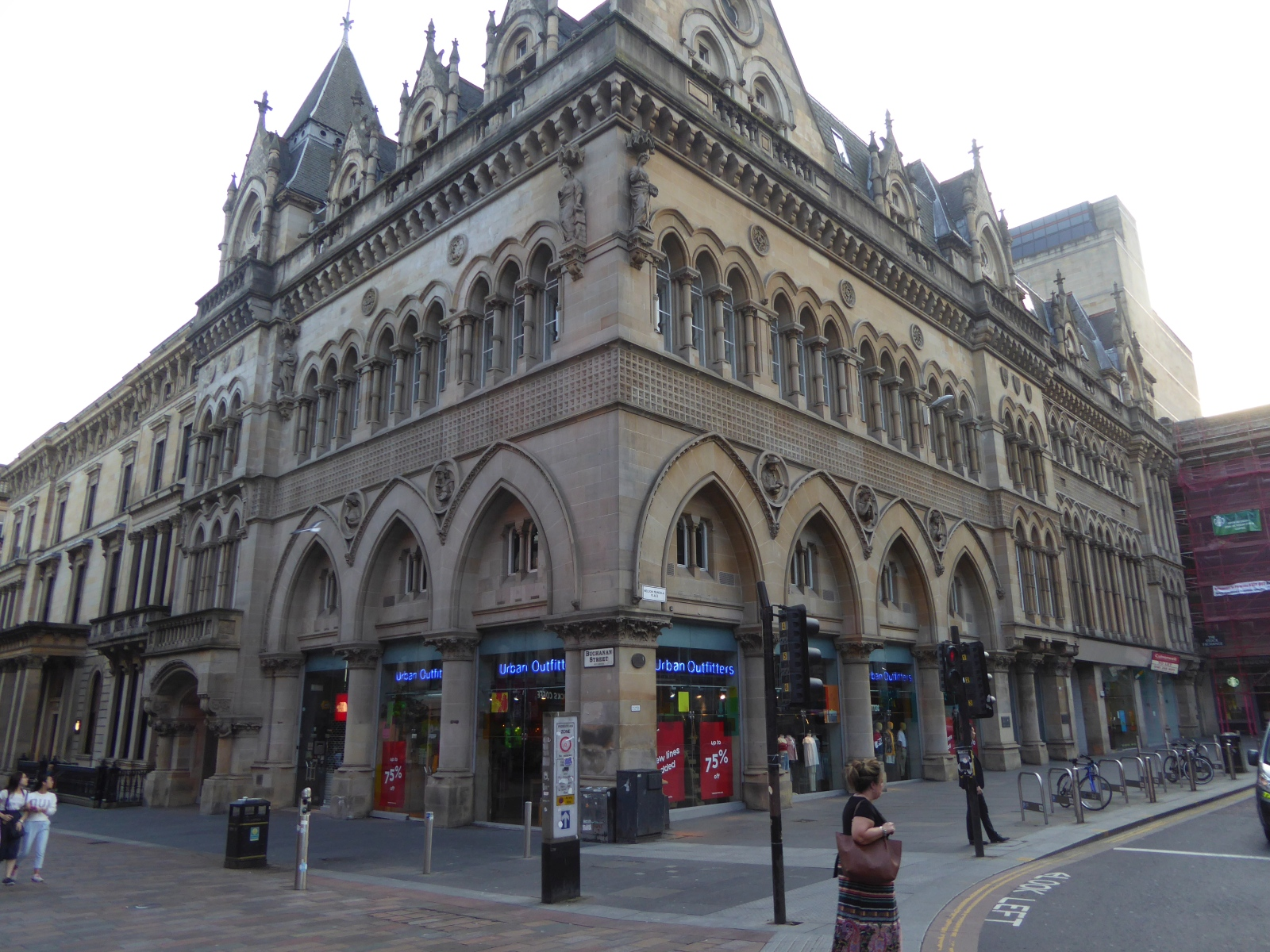
Glasgow Stock Exchange

Die Glasgow Stock Exchange ist ein ehemaliger Börsenhandelsplatz in der schottischen Stadt Glasgow. Die Glasgower Börse wurde zwischenzeitlich von der London Stock Exchange übernommen.
1970 wurde das Bauwerk als Einzeldenkmal in die schottischen Denkmallisten in der höchsten Denkmalkategorie A aufgenommen.

## Geschichte
Das Gebäude wurde zwischen 1875 und 1877 nach einem Entwurf des schottischen Architekten John Burnet erbaut. Mit der Erweiterung am St George’s Place (heute Nelson Mandela Place) wurde John James Burnet betraut, der auch die Erweiterungen 1904 plante. Um 1910 sowie in den 1950er Jahren wurde das Gebäude überarbeitet. 1968 wurde das Gebäude mit Ausnahme der Fassade abgebrochen und neu aufgebaut.

## Beschreibung
Es handelt sich um das Eckhaus zwischen dem Nelson Mandela Place und der Buchanan Street, eine Einkaufsstraße im Zentrum Glasgows. Gegenüber steht die St George’s Tron Church sowie die Royal Faculty of Procurators in Glasgow. Entlang der Buchanan Street liegt rechts das Gebäude 147 Buchanan Street und gegenüber das Gebäude 30 St Vincent Place.
Das vierstöckige Gebäude ist im Stile der venezianischen Neogotik ausgestaltet. Entlang der Buchanan Street ist das Gebäude vier, entlang des Nelson Mandela Place neun Achsen weit. Ebenerdig ziehen sich weite Spitzbogenarkaden mit runden skulpturierten Plaketten in den Zwickeln entlang der Fassaden. Die Zwillingsfenster in den Tympana besitzen Säulen als Mittelpfosten. Oberhalb der Spitzbögen ziert ein breiter Fries die Fassade. Die spitzbögigen Drillingsfenster des zweiten Obergeschosses sind mit ornamentierten Pfosten gestaltet. Auf Fensterhöhe sind drei Statuen angeordnet. Eine Brüstung auf Konsolen schließt die Fassade ab. Die Schieferdächer sind mit Lukarnen gestaltet.